# 大庆街道 (牡丹江市)
大庆街道，是中华人民共和国黑龙江省牡丹江市爱民区下辖的一个乡镇级行政单位。

## 行政区划
大庆街道下辖以下地区：
庆兴社区、庆发社区、庆旺社区和庆达社区。